# Цоло Мислов
Цоло Н. Мислов е български общественк, деец Върховния македоно-одрински комитет и депутат в Народното събрание.

## Биография
В 1899 година Мислов влиза в ръковоството на Фердинандското македонско дружество. Депутат е в XI обикновено народно събрание в 1901 година и в XIV обикновено народно събрание в 1908 година.